# Центральні торгові лазні
Центральні торгові лазні — громадські лазні, пам'ятка архітектури[джерело?] кінця 19 століття на вул. Малій Житомирській у Києві. Були відомі також як «Купецькі лазні» та «Лазні Познякова».

## Історія
Побудовані у 1893—1894 роках архітектором Гаврилом Петровичем Позняковим. Піч, яка діє донині, побудована в 1895.
Тут купці усіх гільдій відзначали укладання угод. В 1914 Гаврило Петрович подарував лазні муніципальній владі, яка володіє будинком досі (споруда є пам'яткою архітектури[джерело?], і тому не підлягає приватизації). За іншою інформацією в 2004-му перейшла у приватні руки.
За радянських часів лазня відносилась до Лисогірського банно-прального комбінату,

## Опис
Лазні були обладнані за зразком давньоримських терм: з мармуровими ваннами, лавами, фонтанами і мозаїчною підлогою. Поруч Позняков звів чотириповерховий прибутковий будинок, в якому розмістилися ресторан, перукарня та кілька магазинів.
Зараз лазня має велике приміщення з вологою парою та суху фінську сауну, невеликий басейн для пірнання та дві зали зі столами для масажу чи відпочинку.